# Conospermum floribundum
Conospermum floribundum (лат.) — кустарник, вид рода Коноспермум (Conospermum) семейства Протейные (Proteaceae), эндемик Западной Австралии. Цветёт с сентября по ноябрь белыми цветками.

## Ботаническое описание
Conospermum floribundum — кустарник высотой до 45 см. Листья круглые, 12-22 мм длиной, 0,5-0,75 мм шириной, раскидистые, более или менее сигмовидные, с бороздкой по нижней стороне. Соцветие — верхушечная колючая метёлка; имеет шипы, растущие из пазух листовых прицветников; прицветники дельтовидные, длиной 1,5-3,5 мм, шириной 1,75-2,5 мм, синие; бока и основание белые, пушистые, с заострённой вершиной. Цветки белые с синими верхушками, пушистые; трубка длиной 4,1-5,2 (-7) мм; верхняя губа яйцевидная, длиной 1,5-2 мм, шириной 1,25-1,5 мм, с белой опушкой и загнутой вершиной; нижняя губа объединенная на 0,75-1,25 мм. Цветёт в сентябре-ноябре. Плод этого вида не описан.

## Таксономия
Впервые этот вид был описан английским ботаником Джорджем Бентамом в 1870 году в серии Flora Australiensis: a description of the plants of the Australian Territory.

## Распространение и местообитание
C. floribundum — эндемик Западной Австралии. Встречается в южных регионах Западной Австралии Уитбелт, Большой Южный и Голдфилдс-Эсперанс между Албани и хребтом Стерлинг к востоку до залива Бремер, где растёт на песчаных гравийных почвах.